# Skilanglauf-Scandinavian-Cup 2008/09
Der Skilanglauf-Scandinavian-Cup 2008/09 war eine von der FIS organisierte Wettkampfserie, die am 19. Dezember 2008 in Lygna begann und am 15. Februar 2009 in Ulricehamn endete.

## Männer

### Resultate
| 1. Scandinavian Cup in Lygna, 19. bis 21. Dezember 2008 | 1. Scandinavian Cup in Lygna, 19. bis 21. Dezember 2008 | 1. Scandinavian Cup in Lygna, 19. bis 21. Dezember 2008 | 1. Scandinavian Cup in Lygna, 19. bis 21. Dezember 2008 | 1. Scandinavian Cup in Lygna, 19. bis 21. Dezember 2008 |
| ------------------------------------------------------- | ------------------------------------------------------- | ------------------------------------------------------- | ------------------------------------------------------- | ------------------------------------------------------- |
| Datum                                                   | Disziplin                                               | Erster Platz                                            | Zweiter Platz                                           | Dritter Platz                                           |
| 19. Dezember 2008                                       | Sprint Freistil                                         | Øyvind Gløersen                                         | Jens Arne Svartedal                                     | Teodor Peterson                                         |
| 20. Dezember 2008                                       | 15 km klassisch                                         | Jens Arne Svartedal                                     | Roger Aa Djupvik                                        | Tord Asle Gjerdalen                                     |
| 21. Dezember 2008                                       | 30 km Freistil                                          | Ronny Hafsås                                            | Ole-Marius Bach                                         | Geir Ludvig Aasen Ouren                                 |

| 2. Scandinavian Cup in Keuruu , 3. und 4. Januar 2009 | 2. Scandinavian Cup in Keuruu , 3. und 4. Januar 2009 | 2. Scandinavian Cup in Keuruu , 3. und 4. Januar 2009 | 2. Scandinavian Cup in Keuruu , 3. und 4. Januar 2009 | 2. Scandinavian Cup in Keuruu , 3. und 4. Januar 2009 |
| ----------------------------------------------------- | ----------------------------------------------------- | ----------------------------------------------------- | ----------------------------------------------------- | ----------------------------------------------------- |
| Datum                                                 | Disziplin                                             | Erster Platz                                          | Zweiter Platz                                         | Dritter Platz                                         |
| 3. Januar 2009                                        | Sprint klassisch                                      | Emil Jönsson                                          | Stein Vidar Thun                                      | Niklas Colliander                                     |
| 4. Januar 2009                                        | 15 km klassisch                                       | Roger Aa Djupvik                                      | Espen Harald Bjerke                                   | Priit Narusk                                          |

| 3. Scandinavian Cup in Riga, 5. Februar 2009 | 3. Scandinavian Cup in Riga, 5. Februar 2009 | 3. Scandinavian Cup in Riga, 5. Februar 2009 | 3. Scandinavian Cup in Riga, 5. Februar 2009 | 3. Scandinavian Cup in Riga, 5. Februar 2009 |
| -------------------------------------------- | -------------------------------------------- | -------------------------------------------- | -------------------------------------------- | -------------------------------------------- |
| Datum                                        | Disziplin                                    | Erster Platz                                 | Zweiter Platz                                | Dritter Platz                                |
| 5. Februar 2009                              | Sprint Freistil                              | Jesper Modin                                 | Stein Vidar Thun                             | Kent Ove Clausen                             |

| 4. Scandinavian Cup in Mammaste, 7. und 8. Februar 2009 | 4. Scandinavian Cup in Mammaste, 7. und 8. Februar 2009 | 4. Scandinavian Cup in Mammaste, 7. und 8. Februar 2009 | 4. Scandinavian Cup in Mammaste, 7. und 8. Februar 2009 | 4. Scandinavian Cup in Mammaste, 7. und 8. Februar 2009 |
| ------------------------------------------------------- | ------------------------------------------------------- | ------------------------------------------------------- | ------------------------------------------------------- | ------------------------------------------------------- |
| Datum                                                   | Disziplin                                               | Erster Platz                                            | Zweiter Platz                                           | Dritter Platz                                           |
| 7. Februar 2009                                         | 10 km Freistil                                          | Geir Ludvig Aasen Ouren                                 | Roger Aa Djupvik                                        | Petter Eliassen                                         |
| 8. Februar 2009                                         | 30 km klassisch                                         | Roger Aa Djupvik                                        | Geir Ludvig Aasen Ouren                                 | Jesper Modin                                            |

| 5. Scandinavian Cup in Ulricehamn, 14. und 15. Februar 2009 | 5. Scandinavian Cup in Ulricehamn, 14. und 15. Februar 2009 | 5. Scandinavian Cup in Ulricehamn, 14. und 15. Februar 2009 | 5. Scandinavian Cup in Ulricehamn, 14. und 15. Februar 2009 | 5. Scandinavian Cup in Ulricehamn, 14. und 15. Februar 2009 |
| ----------------------------------------------------------- | ----------------------------------------------------------- | ----------------------------------------------------------- | ----------------------------------------------------------- | ----------------------------------------------------------- |
| Datum                                                       | Disziplin                                                   | Erster Platz                                                | Zweiter Platz                                               | Dritter Platz                                               |
| 14. Februar 2009                                            | Sprint Freistil                                             | Teodor Peterson                                             | Magnus Frodahl                                              | Peter Larsson                                               |
| 15. Februar 2009                                            | 10 km Freistil                                              | Kalle Gräfnings                                             | Tore Martin Søbak Gundersen                                 | Geir Ludvig Aasen Ouren                                     |

### Gesamtwertung Männer
| Endstand (Top 10) |                         |        |
| \| Rang \| Name \| Punkte \| \| ---- \| ----------------------- \| ------ \| \| 01 \| Roger Aa Djupvik \| 419 \| \| 02 \| Geir Ludvig Aasen Ouren \| 336 \| \| 03 \| Jesper Modin \| 241 \| \| 04 \| Øyvind Gløersen \| 237 \| \| 05 \| Jens Arne Svartedal \| 216 \| \| 06 \| Espen Harald Bjerke \| 214 \| \| 07 \| Stein Vidar Thun \| 213 \| \| 08 \| Kalle Gräfnings \| 208 \| \| 09 \| Kristian Tettli Rennemo \| 182 \| \| 10 \| Teodor Peterson \| 175 \| |                         |        |
| Rang | Name                    | Punkte |
| 01 | Roger Aa Djupvik        | 419    |
| 02 | Geir Ludvig Aasen Ouren | 336    |
| 03 | Jesper Modin            | 241    |
| 04 | Øyvind Gløersen         | 237    |
| 05 | Jens Arne Svartedal     | 216    |
| 06 | Espen Harald Bjerke     | 214    |
| 07 | Stein Vidar Thun        | 213    |
| 08 | Kalle Gräfnings         | 208    |
| 09 | Kristian Tettli Rennemo | 182    |
| 10 | Teodor Peterson         | 175    |

## Frauen

### Resultate
| 1. Scandinavian Cup in Lygna, 19. bis 21. Dezember 2008 | 1. Scandinavian Cup in Lygna, 19. bis 21. Dezember 2008 | 1. Scandinavian Cup in Lygna, 19. bis 21. Dezember 2008 | 1. Scandinavian Cup in Lygna, 19. bis 21. Dezember 2008 | 1. Scandinavian Cup in Lygna, 19. bis 21. Dezember 2008 |
| ------------------------------------------------------- | ------------------------------------------------------- | ------------------------------------------------------- | ------------------------------------------------------- | ------------------------------------------------------- |
| Datum                                                   | Disziplin                                               | Erster Platz                                            | Zweiter Platz                                           | Dritter Platz                                           |
| 19. Dezember 2008                                       | Sprint Freistil                                         | Marthe Kristoffersen                                    | Susanne Nyström                                         | Mia Eriksson                                            |
| 20. Dezember 2008                                       | 10 km klassisch                                         | Ingvild Flugstad Østberg                                | Kristin Mürer Stemland                                  | Betty Ann Bjerkreim Nilsen                              |
| 21. Dezember 2008                                       | 15 km Freistil                                          | Marthe Kristoffersen                                    | Astrid Jacobsen                                         | Lisa Larsson                                            |

| 2. Scandinavian Cup in Keuruu , 3. und 4. Januar 2009 | 2. Scandinavian Cup in Keuruu , 3. und 4. Januar 2009 | 2. Scandinavian Cup in Keuruu , 3. und 4. Januar 2009 | 2. Scandinavian Cup in Keuruu , 3. und 4. Januar 2009 | 2. Scandinavian Cup in Keuruu , 3. und 4. Januar 2009 |
| ----------------------------------------------------- | ----------------------------------------------------- | ----------------------------------------------------- | ----------------------------------------------------- | ----------------------------------------------------- |
| Datum                                                 | Disziplin                                             | Erster Platz                                          | Zweiter Platz                                         | Dritter Platz                                         |
| 3. Januar 2009                                        | Sprint klassisch                                      | Hanna Brodin                                          | Karianne Bjellånes                                    | Mia Eriksson                                          |
| 4. Januar 2009                                        | 10 km klassisch                                       | Ingvild Flugstad Østberg                              | Krista Lähteenmäki                                    | Riikka Sarasoja                                       |

| 3. Scandinavian Cup in Riga, 5. Februar 2009 | 3. Scandinavian Cup in Riga, 5. Februar 2009 | 3. Scandinavian Cup in Riga, 5. Februar 2009 | 3. Scandinavian Cup in Riga, 5. Februar 2009 | 3. Scandinavian Cup in Riga, 5. Februar 2009 |
| -------------------------------------------- | -------------------------------------------- | -------------------------------------------- | -------------------------------------------- | -------------------------------------------- |
| Datum                                        | Disziplin                                    | Erster Platz                                 | Zweiter Platz                                | Dritter Platz                                |
| 5. Februar 2009                              | Sprint Freistil                              | Magdalena Pajala                             | Ella Gjømle                                  | Kari Vikhagen Gjeitnes                       |

| 4. Scandinavian Cup in Mammaste, 7. und 8. Februar 2009 | 4. Scandinavian Cup in Mammaste, 7. und 8. Februar 2009 | 4. Scandinavian Cup in Mammaste, 7. und 8. Februar 2009 | 4. Scandinavian Cup in Mammaste, 7. und 8. Februar 2009 | 4. Scandinavian Cup in Mammaste, 7. und 8. Februar 2009 |
| ------------------------------------------------------- | ------------------------------------------------------- | ------------------------------------------------------- | ------------------------------------------------------- | ------------------------------------------------------- |
| Datum                                                   | Disziplin                                               | Erster Platz                                            | Zweiter Platz                                           | Dritter Platz                                           |
| 7. Februar 2009                                         | 5 km Freistil                                           | Sara Svendsen                                           | Kristin Mürer Stemland                                  | Kerttu Niskanen                                         |
| 8. Februar 2009                                         | 15 km klassisch                                         | Kerttu Niskanen                                         | Kristin Mürer Stemland                                  | Sara Svendsen                                           |

| 5. Scandinavian Cup in Ulricehamn, 14. und 15. Februar 2009 | 5. Scandinavian Cup in Ulricehamn, 14. und 15. Februar 2009 | 5. Scandinavian Cup in Ulricehamn, 14. und 15. Februar 2009 | 5. Scandinavian Cup in Ulricehamn, 14. und 15. Februar 2009 | 5. Scandinavian Cup in Ulricehamn, 14. und 15. Februar 2009 |
| ----------------------------------------------------------- | ----------------------------------------------------------- | ----------------------------------------------------------- | ----------------------------------------------------------- | ----------------------------------------------------------- |
| Datum                                                       | Disziplin                                                   | Erster Platz                                                | Zweiter Platz                                               | Dritter Platz                                               |
| 14. Februar 2009                                            | Sprint Freistil                                             | Mia Eriksson                                                | Lina Korsgren                                               | Agnetha Åsheim                                              |
| 15. Februar 2009                                            | 5 km Freistil                                               | Sara Lindborg                                               | Carolin Andersson                                           | Susanne Nyström                                             |

### Gesamtwertung Frauen
| Endstand (Top 10) |                          |        |
| \| Rang \| Name \| Punkte \| \| ---- \| ------------------------ \| ------ \| \| 01 \| Sara Svendsen \| 406 \| \| 02 \| Kristin Mürer Stemland \| 371 \| \| 03 \| Agnetha Åsheim \| 364 \| \| 04 \| Mia Eriksson \| 331 \| \| 05 \| Ingvild Flugstad Østberg \| 319 \| \| 06 \| Susanne Nyström \| 275 \| \| 07 \| Marthe Kristoffersen \| 250 \| \| 08 \| Sara Lindborg \| 227 \| \| 08 \| Astrid Øyre Slind \| 227 \| \| 10 \| Magdalena Pajala \| 221 \| |                          |        |
| Rang | Name                     | Punkte |
| 01 | Sara Svendsen            | 406    |
| 02 | Kristin Mürer Stemland   | 371    |
| 03 | Agnetha Åsheim           | 364    |
| 04 | Mia Eriksson             | 331    |
| 05 | Ingvild Flugstad Østberg | 319    |
| 06 | Susanne Nyström          | 275    |
| 07 | Marthe Kristoffersen     | 250    |
| 08 | Sara Lindborg            | 227    |
| 08 | Astrid Øyre Slind        | 227    |
| 10 | Magdalena Pajala         | 221    |